# Attaque du 1er décembre 2020 à Trèves
L'attaque du 1er décembre 2020 à Trèves est survenue le 1er décembre 2020 lorsqu'un homme a percuté des piétons avec un SUV dans une rue de Trèves, en Rhénanie-Palatinat, en Allemagne, tuant six personnes et en blessant 23 autres.

## Attaque
Vers 13 h 46, heure locale, un homme a percuté avec un SUV des personnes dans une zone piétonne de Trèves, tuant cinq personnes et en blessant 24 autres. L'auteur, un homme de 51 ans de la région, a ensuite été arrêté.
La voiture, une Land Rover Freelander 2 gris foncé, roulait à grande vitesse. Elle avait été prêtée au chauffeur par un de ses amis. Le conducteur était seul dans la voiture et avait une alcoolémie élevée.

## Auteur
L'agresseur a été identifié comme étant un sans-abri local de 51 ans de nationalité allemande. Il est né à Trèves et, au moment de l'attaque, vivait dans la voiture. Il a été arrêté quatre minutes après l'attaque. Il a été signalé qu'il avait consommé une grande quantité d'alcool avant l'incident. La police ne pense pas qu'il ait agi pour des motifs politiques, religieux ou idéologiques, mais pour des problèmes de santé mentale associés à l'abus d'alcool.
Le procureur Peter Fritzen a déclaré que l'homme était interrogé et que le suspect devait être soumis à un examen psychométrique. Bien qu'un mobile terroriste soit jusqu'à présent exclu, les enquêteurs ont déclaré que l'homme voulait tuer et blesser autant de personnes que possible. Selon Fritzen, un médecin était parvenu à la conclusion préliminaire que l'homme pouvait être atteint de maladie mentale.

## Bilan
Cinq personnes ont été tuées lors de l'attaque: elles ont été identifiées comme étant un homme de 45 ans et son bébé de 9 semaines, tous deux de nationalité grecque, et trois femmes allemandes âgées de 25, 52 et 73 ans. Vingt-trois autres personnes ont été blessées, dont un citoyen luxembourgeois. Le 22 octobre 2021, près d'un an après l'attaque, une sixième victime succombe à ses blessures.